# 貴杉奈央
貴杉奈央（日语：／ Kisugi Nao，1977年3月7日—），日本女性配音員、歌手。藤原企劃所屬。曾隸屬於Tears音樂事務所。出身於福島縣郡山市。身高156cm。O型血。

## 經歷、人物
舊藝名。PENICILLIN的O-JIRO企劃製作，並作為歌手首次亮相。
興趣：拉麵品嘗、看電影（外國片）。特長：磨牙、指壓、做速食麵。

## 演出

### 電視動畫
1996年
- 魔法提琴手（特蓉·波恩[1]）

1997年
- 動畫大盜五右衛門（日语：アニメがんばれゴエモン）（石川司）
- 靈異獵人（美智子）

### 電影動畫
- 暹邏貓 -初次任務-（日语：シャム猫 -ファーストミッション-）（2001年，美雪[2]）[a]

### OVA
- 反抗天使 殘酷1999 ～火星天使（1997年，華原·凱特·惠）

### 遊戲
- 寫真天蠶變（1996年，太田繪里香）
- SILHOUETTE☆STORIES（日语：シルエット☆ストーリィズ）（1996年，太田繪里香）
- 格鬥天王'97（1997年，雪（日语：ユキ (KOF)）[1]）
- Tactical Fighter（1997年，白鷲綾香）
- 格鬥天王草薙京（1998年，雪）
- ATHENA -Awakening From the Ordinary Life-（日语：アテナ (ゲーム)）（1999年，栗原正人）

### 廣播劇CD
- 抓狂一族（1996年）
- 靈異獵人（1996年，二宮）
- 廣播劇CD 格鬥天王系列（雪（日语：ユキ (KOF)））
  - 格鬥天王'97（1997年）
  - 格鬥天王'97 ～激突篇～ 廣播劇CD（1997年）
  - 格鬥天王'97 ～宿命篇～ 廣播劇CD（1997年）
  - Snk Characters Sounds Collection Vol.5 格鬥天王'97角色劇場 SPECIAL EDITION（1997年）
  - SNK Presents NEO·GEO DJ Station Live'98（1998年）
  - 格鬥天王草薙京（1998年）
  - ねおちゅぴ BEST TALK Collection（1998年）
  - NEO·GEO DJ Station in （1998年）
  - KOF THE BEST -Selected Characters-（1999年）
- ELFIN PARADISE（1997年，飯田橋渡）
- 聖戰記光蛇王外傳（日语：聖戦記エルナサーガ）（1997年，洛斯可）
- ATHENA -Awakening From the Ordinary Life- 廣播劇CD（日语：アテナ (ゲーム)）（1999年，栗原正人）
- 原創廣播劇CD （年份不詳）

### 綜藝節目
- 聲♥遊俱樂部（日语：声・遊倶楽部）（1995年，常駐來賓／Pi PaaS[1]）

### 廣播節目
- （常駐來賓[1]）

## 音樂作品
2009年後發行的作品均由日本古倫美亞以奈央的名義發行。在此之前，LIPOP RECORDS也以小島朋子的名義發行了單曲。

### 單曲
| 枚數 | 發行日期       | 單曲名稱（日文原名） | 規格編號   |
| ---- | -------------- | -------------------- | ---------- |
|      | 1997年1月22日  | Shining Day          | BVDR-1145  |
| 1st  | 2009年11月18日 | 悲傷的約定（悲しい約束）       | COCA-16299 |
| 2nd  | 2012年11月21日 | 決心                 | COCA-16671 |

## 腳註

## 外部連結
- （日語）—貴杉奈央的官方個人部落格。
- 日本古倫美亞音樂作品 （日語）